# Blok p
Blok p periodnega sistema elementov sestavljajo elementi iz zadnjih šestih skupin periodnega sistema razen helija, ki spada v blok s. Vsi elementi imajo v osnovnem stanju atomov elektrone z najvišjo energijo na orbitali p. V bloku p so vse nekovine, razen vodika in helija, ki sta v bloku s, vse polkovine in nekaj kovin.
V blok p spadajo naslednje skupine elementov:
- 13. (III): borova skupina
- 14. (IV): ogljikova skupina
- 15. (V): dušikova skupina
- 16. (VI): halkogeni
- 17. (VII): halogeni
- 18. (VIII): žlahtni plini

## Vir
- Wiberg, Egon: Lehrbuch der anorganischen Chemie, Walter de Gruyter & Co., Berlin (1964)